# Philippe II de Croÿ
Pour les autres membres de la famille, voir Famille de Croÿ.
Philippe II de Croÿ, né en 1496 et mort en avril 1549 à Bruxelles, général de l'empereur Charles Quint, Grand bailli du Hainaut et gouverneur du Hainaut, comte de Porcien et 1er duc d'Arschot.

## Biographie
Philippe II de Croÿ était le fils aîné d'Henri de Croÿ (1456-1514), comte de Porcéan et Charlotte de Châteaubriant.  
Il épouse d'abord 1o sa cousine éloignée Anne de Croÿ (1501 † 1539), princesse de Chimay. Ils auront plusieurs enfants, mentionnés ci-dessous. Puis il se marie 2o avec Anne de Lorraine. 
En 1514, il hérite quand son père meurt, du comté du Porcien. 
En 1516, il est élevé au titre de chevalier de l'ordre de la Toison d'or.
En 1521, il hérite de son oncle Guillaume II de Croÿ ses titres, dont celui du duc de Soria et Archi dans le royaume de Naples. Il devient stathouder du Hainaut en 1521. Dans cette position, il doit repousser les attaques des Français et s'empare de Tournai.
En 1532, il réprime l'émeute à Bruxelles qui avait éclaté à cause d'un impôt illégalement prélevé. En avril 1532, Charles Quint, empereur du Saint-Empire romain germanique, le nomme marquis de Renty et le 1er avril 1533 à Gênes duc d'Arschot. Cependant la même année, il doit céder le duché de Soria à la demande de l'empereur, qui le dédommage en élevant le margraviat d'Aarschot en duché. Il échange la seigneurie de Longwy en Lorraine pour celle d'Havré, dont ses descendants feront le lieu de résidence de la famille.
En 1537, il contribue à la prise et à la destruction de Saint-Pol.
Lors de la troisième guerre de succession de Gueldre (nl) (1543), il lève à la hâte une armée, qui est vaincue à la bataille de Kemperkoul (près de Sittard, 24 mars), mais il s'y distingue par sa bravoure et inflige de lourdes pertes aux forces de Gueldre.
En 1548, il épouse Anne de Lorraine, veuve du Prince d'Orange.
De cette union naît un fils posthume, Charles Philippe de Croÿ (né le 1er septembre 1549 à Bruxelles et mort le 25 novembre 1613 en Bourgogne)
Philippe est enterré aux côtés de sa femme Anne dans l'église d'Avesnes.

## Descendance
Les enfants de son premier mariage sont :
- Charles II de Croÿ (1522-1551), en 1539 3e prince de Chimay, en 1549 2e duc d'Aarschot, 3e comte de Beaumont ;
- Louise (1524, morte après 1585), épouse en 1542 Maximilien de Bourgogne ;
- Philippe III de Croÿ (1526-1595), en 1551 3e duc d'Aarschot, 4e prince de Chimay, 4e comte de Beaumont ;
- Guillaume de Croÿ (1527-1565), en 1549 2e marquis de Renty ;
- Antoine (mort en 1530) ;
- Louis (mort en 1533).

Le fils du second mariage est :
- Charles Philippe de Croÿ  (1549-1613), en 1574 marquis d'Havré, en 1594 Prince d'Empire.